# Ulugbek
Mirza Mohammed Tarahgaj ibn Sáhruh, közismert nevén Ulug bég vagy Ulugbek (Szoltánije, 1394. március 22. – Szamarkand, 1449. október 27.) a Timuridák harmadik uralkodója, történetíró, költő, matematikus és korának kiemelkedő csillagásza.

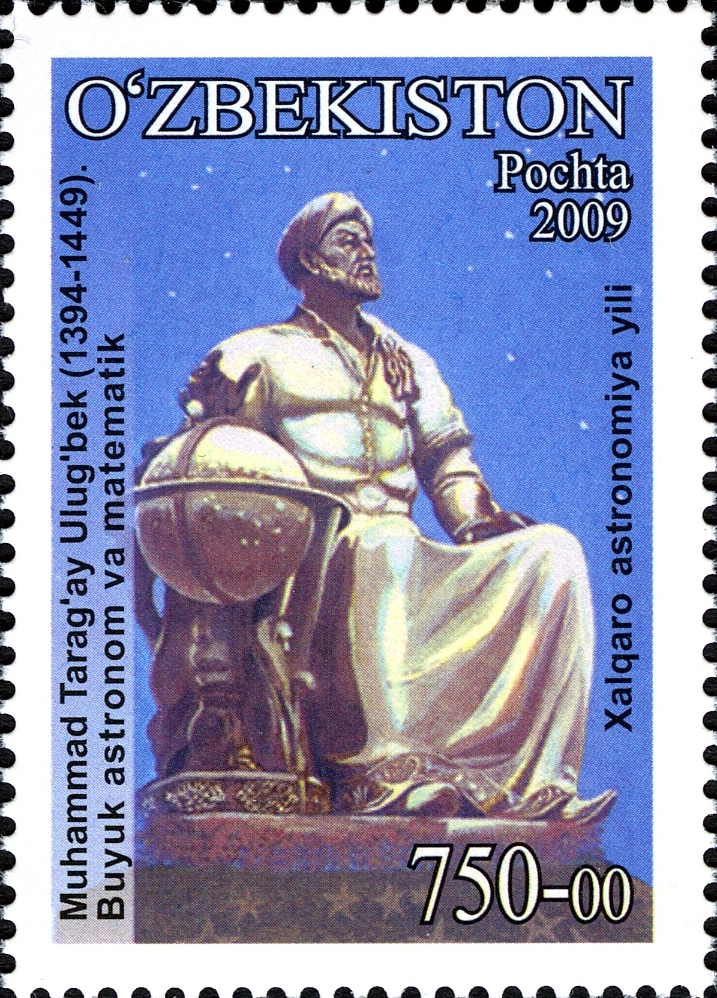
Bélyeg Ulug bég képmásával

## Származása, élete
Sáhruh fiaként, Timur Lenk unokájaként 1394. március 22-én született Szoltánijében, a mai Irán területén, és gyermekkorától kísérte a hódító hadakat. Még csak tízéves volt, amikor Kína meghódítására készülő, de előtte utódlásának rendjét biztosítani akaró nagyapja ünnepélyes keretek között kiházasította unokáit, így az ifjú Ulugbeket is. Timur 1405. február 19-én, utódja, Pír Muhammad pedig a következő évben meghalt. Sáhruhnak 1409-ben sikerült egyesítenie a hatalmas birodalmat.
Fővárosává, a még egy évszázadon át uralkodó Timuridák székhelyévé a mai Afganisztán nyugati részén található Herátot tette, Szamarkand és a környező régió irányítását pedig az akkor 15 éves Ulugbekre bízta. A birodalom nyugati tartományait (a mai Iraktól Grúziáig) hamarosan elfoglalta a Karakojunlu türkmén törzsszövetség. Sáhruh megszilárdította uralmát a maradék területen, és amikor 1447-ben elhunyt, a Timuridák trónját Ulugbek örökölte. Mindössze 2 évvel élte túl apját, ugyanis politikai támadások kereszttüzébe került, mert nem indított hódító háborúkat. Fia 1449. október 27-én egy bérgyilkossal megölette a mekkai zarándokútra készülő uralkodót, és maga ült a trónra.

## Tudományos tevékenysége
Ulugbek különösen fogékony volt a tudományra és a művészetekre. Verseket és történelmi tanulmányokat is írt, de inkább matematikusként és főleg mint csillagász alkotott maradandót. Szamarkandot az iszlám világ egyik vezető városává tette. Az 1420-as évek fordulóján alapította medreszéjét, amelyben nemcsak teológiai ismereteket, de csillagászatot is tanítottak. Ennek oktatása később átkerült az 1428-29-ben létrehozott csillagvizsgálóba. A háromszintes obszervatórium tornya 35 m magas volt, a legnagyobb műszer pedig egy 40 m-es sugarú, a meridiánba állított és részben a földbe süllyesztett kvadráns. Emellett a távcső előtti korszak asztronómiai műszereinek legjava állt az észlelők rendelkezésére: márványból készült szextáns, armilláris gömbök, asztrolábiumok. A csillagdába híres tudósokat hívott; itt dolgozott többek között al-Kási is.
Az obszervatóriumnak és személyesen Ulugbeknek számos kiváló megfigyelési-kutatási eredményt köszönhet az utókor. 1437-ben publikálta részben saját észleléseire alapozó csillagkatalógusát, amely 1019 csillag meglepően pontos adatait tartalmazta, felhívva a figyelmet Klaudiosz Ptolemaiosz táblázatainak hibáira. A mű fontosságát jelzi, hogy azt 1665-ben Oxfordban is kiadták, pedig addigra Tycho Brahe már pontosabb adatokat szolgáltatott. Ulugbek vizsgálta a Nap és a Hold, illetve az öt fényes bolygó éves mozgását is, és előrejelzései igen korrekteknek bizonyultak. Az addiginál pontosabban meghatározta a precesszió periódusát, az ekliptika és az égi egyenlítő hajlásszögét, valamint az év hosszát, amire 365 nap 5 óra 49 perc 15 másodpercet kapott. A mérések értékeléséhez olyan trigonometrikus táblázatokat állítottak össze, amelyek jegyei a kilencedik tizedesig helyesek. Ez a munka, a Gurgani zidzs (1440) körülbelül egy ívpercenként tartalmazza a szinusz és a tangens értékeit.
Ulugbek halálával elenyészett az általa kiépített tudományos potenciál is: a szamarkandi obszervatóriumot megszüntették, és néhány generáció alatt még a romok is eltűntek a föld színéről. Pontos helyüket csak az orosz régészek találták meg: az 1908-ban kezdett ásatás még napjainkban is tart – ma az obszervatórium Szamarkand egyik fő idegenforgalmi látványossága. Ulugbek sírját 1941-ben találták meg egy Timur által építtetett mauzóleumban.

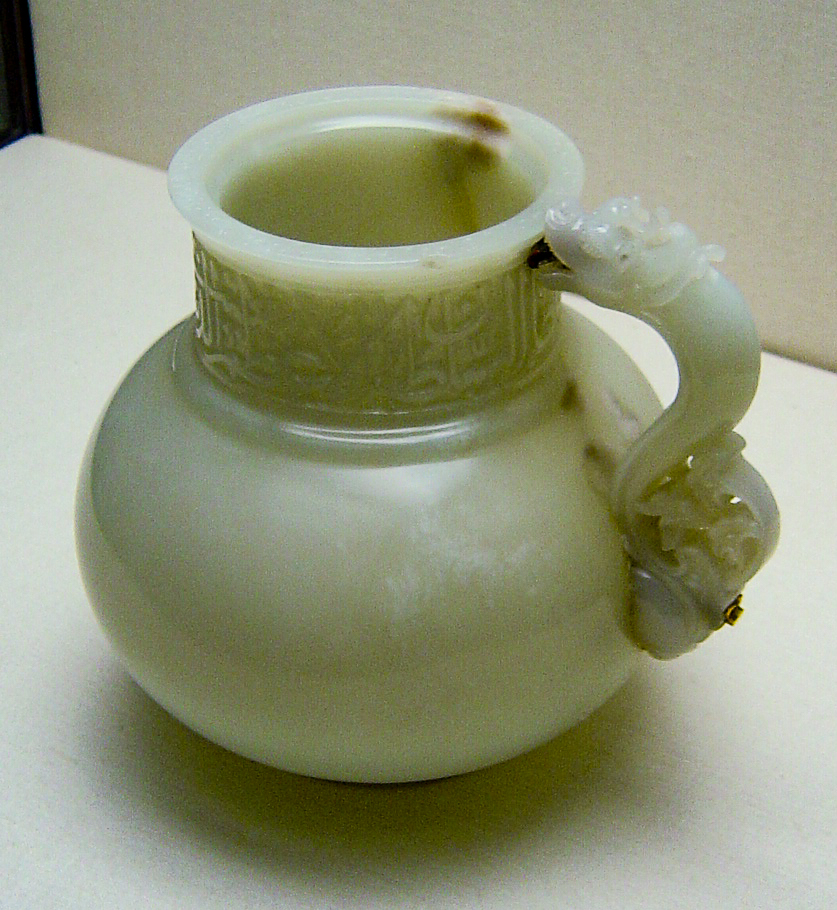
Nefrit kancsó Ulugbek gyűjteményéből a Calouste Gulbenkian Múzeumban